# カールスタード大学
カールスタード大学（瑞: Karlstads universitet、英: Karlstad University）は、スウェーデン・カールスタードにある大学。

## 沿革
1967年に開校したヨーテボリ大学のカールスタード校地として開校。1977年にヨーテボリ大学から独立し、1991年に完全な大学としてスウェーデン政府により認可された。

## 組織
- 学部
  - 教養・社会科学部（英: Faculty of Arts and Social Sciences）
  - 保健・科学・工学部（英: Faculty of Health, Science and Technology）
  - 教員養成学部（英: Faculty Board for Teacher Education）
- カールスタード経営大学院（英: Karlstad Business School）
- インゲスンド音楽学校（英: Ingesund School of Music） - 音楽教師の教育、音楽研究、音響工学等を専門とする音楽学校（音楽大学）。藝術学科所属。所在地はアルヴィカ。

## 著名な関係者
- ステファン・ホルム - 走り高跳び選手。引退後、カールスタード大学に勤務している。